# Gustav von Bennigsen
Gustav Adolf Peter Adam von Bennigsen (* 14. Dezember 1790 in Hameln; † 9. Januar 1867 in Berlin) war ein preußischer Generalmajor.

## Leben

### Herkunft
Seine Eltern waren Rudolf Gustav von Bennigsen (1766–1800) und die Sophia Rother. Er erhielt seine Adelslegitimation durch König Friedrich Wilhelm III. am 27. November 1819.

### Militärkarriere
Bennigsen trat im Jahr 1805 als Gefreitenkorporal in die Magdeburgische Füsilierbrigade der Preußischen Armee ein. Im Vierten Koalitionskrieg kämpfte er im Gefecht bei Spandau, kam als Fähnrich in das Korps Blücher und wurde nach der Schlacht bei Lübeck inaktiv gestellt.
Am 1. Januar 1808 wurde Bennigsen als Sekondeleutnant mit Patent vom 1. Mai 1807 im 1. Pommerschen Infanterie-Regiment angestellt und nahm 1812 am Feldzug gegen Russland teil. Er kämpfte bei Eckau, Dahlenkirchen, Kyopen und Ruhenthal. Nach seiner Rückkehr wurde er am 29. Juli 1813 dem 2. Garde-Regiment zu Fuß aggregiert. Während der Befreiungskriege wurde Bennigsen im Gefecht bei Lüneburg verwundet und belobigt. Er nahm am Gefecht an der Nettelnburger Schleuse teil, wurde zum Premierleutnant befördert und kämpfte bei Dresden, Nollendorf sowie bei Leipzig. Für sein Verhalten bei Paris zeichnete man Bennigsen mit dem Eisernen Kreuz II. Klasse und dem Orden des Heiligen Wladimir IV. Klasse aus.
Am 18. März 1816 wurde er Kapitän und Kompaniechef im Garde-Regiment. Mit seiner Beförderung zum Major erfolgte am 30. März 1828 die Ernennung zum Kommandeur des III. Bataillons im 2. Garde-Landwehr-Regiment. Vom 3. April 1829 bis zum 29. März 1839 kommandierte Bennigsen das I. Bataillon. Ausgezeichnet mit dem Orden der Heiligen Anna II. Klasse mit Krone wurde er anschließend Oberstleutnant und Bataillonskommandeur im Kaiser Alexander Grenadier-Regiment. Am 10. September 1840 wurde er zum Oberst befördert, bevor er am 25. März 1841 als zweiter Kommandant in die Festung Neiße kam. In gleicher Eigenschaft wurde Bennigsen am 7. April 1842 in die Festung Glogau versetzt, um am 22. März 1843 zum Kommandanten der Festung Spandau ernannt zu werden. Dort erhielt er am 7. Oktober 1845 seinen Abschied mit dem Charakter als Generalmajor und Pension.
Er zog nach Berlin, starb am 9. Januar 1867 in Berlin und wurde am 11. Januar 1867 in Nieder Neuendorf (Kreis Osthavelland) beigesetzt. Der Grabstein befindet sich an der Nordwand in der Dorfkirche.

### Familie
Bennigsen heiratete am 24. Juni 1820 in Berlin Emilie Le Clerc (1803–1835), die Tochter des Kaufmanns und Ratsmauerermeisters Johann Christian Le Clerc. Sie wurde am 23. April 1835 auf dem Marienfriedhof am Prenzlauer Tor beigesetzt. Das Paar hatte mehrere Kinder:
- Hermine (1821–1875) ⚭ Albert von Neumann (1813–1859), Major a. D.[1]
- Karl Rudolf Alexander (1822–1878)

⚭ 1847 (Scheidung 1849) Rosalie Freiin von Kottwitz (1826–1882)
⚭ 1853 Luise von Laska (1834–1889)
- Elise (1823–1878) ⚭ 1850 Rudolf von Schack (1825–1906), Herr auf Zülow
- Eugen (* 1827)
- Helene (1830–1890) ⚭ 1848 Georg Graf von Pückler-Groditz (1825–1883)[2]
- Klara (* 1832) ⚭ 1855 (Scheidung 1869) Wilhelm von Risselmann (1829–1890), preußischer Leutnant a. D.

Am 28. Dezember 1835 heiratete Bennigsen in Wien (St. Peter) Maria Gräfin von Klenau-Janowitz (1801–1870), Witwe des Joseph Siegmund von Riesch († 1833) und Tochter des Johann von Klenau. Diese Ehe wurde am 10. März 1847 wieder geschieden. Am 17. Oktober 1848 heiratete er in Nieder Neuendorf Dorothea von Schack (1797–1886), verwitwete von Levetzow.